# Landkreis Rumburg

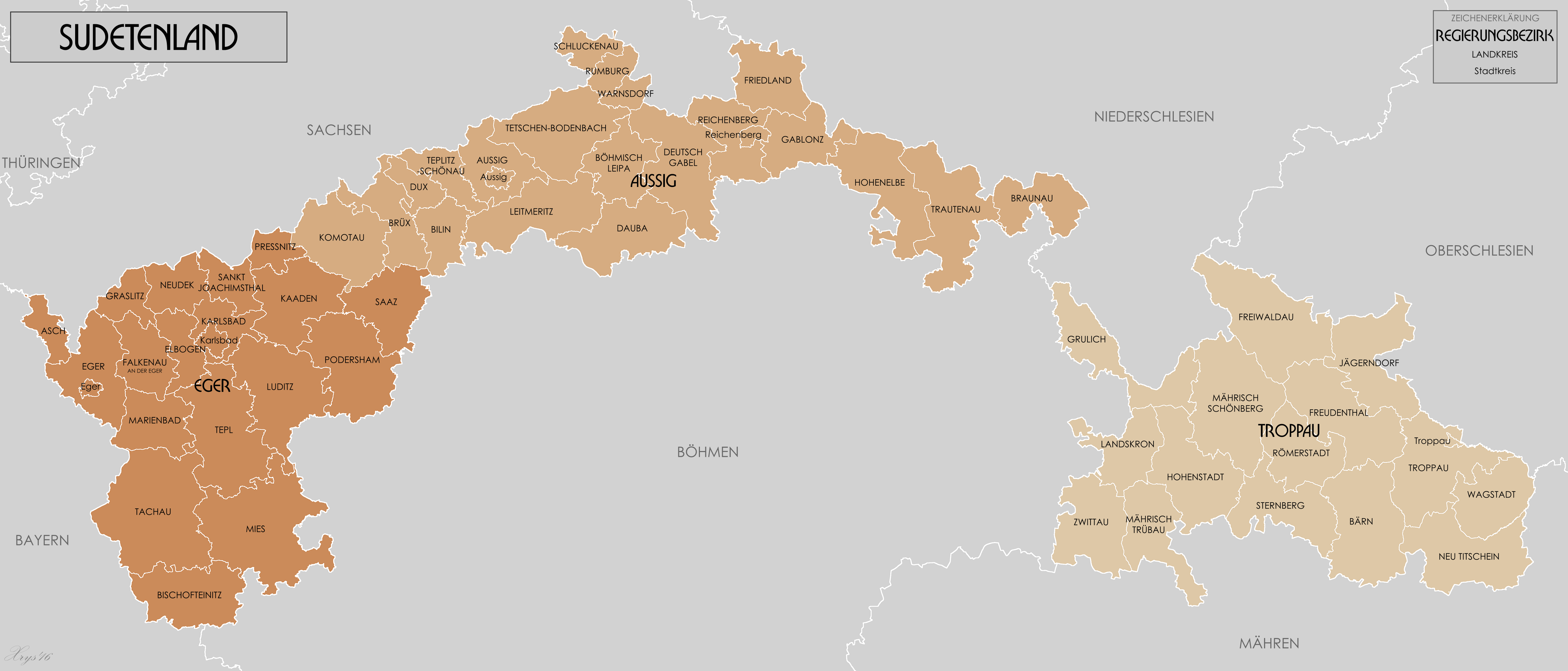
Verwaltungskarte des Reichsgaus Sudetenland

Der deutsche Landkreis Rumburg lag im Böhmischen Niederland und bestand in der Zeit zwischen 1938 und 1945. Er umfasste am 1. Januar 1945:
- die 3 Städte, Georgswalde, Rumburg und Schönlinde
- 9 weitere Gemeinden.

Am 1. Dezember 1930 hatte das Gebiet des Landkreises Rumburg 42.068 Einwohner, am 17. Mai 1939 waren es 39.421 und am 22. Mai 1947 21.396 Bewohner.

## Verwaltungsgeschichte

### Tschechoslowakei / Deutsche Besatzung
Vor dem Münchner Abkommen vom 29. September 1938 gehörte der politische Bezirk Rumburk zur Tschechoslowakei.
In der Zeit vom 1. bis 10. Oktober 1938 besetzten deutsche Truppen das Sudetenland. Der politische Bezirk Rumburk trug fortan die frühere deutsch-österreichische Bezeichnung Rumburg. Der politische Bezirk Rumburg umfasste den Gerichtsbezirk Rumburg. Seit dem 20. November 1938 führte der politische Bezirk Rumburg die Bezeichnung „Landkreis“. Er unterstand bis zu diesem Tage dem Oberbefehlshaber des Heeres, Generaloberst Walther von Brauchitsch, als Militärverwaltungschef.

### Deutsches Reich
Am 21. November wurde das Gebiet des Landkreises Rumburg förmlich in das Deutsche Reich eingegliedert und kam zum Verwaltungsbezirk der Sudetendeutschen Gebiete unter dem Reichskommissar Konrad Henlein.
Sitz der Kreisverwaltung wurde die Stadt Rumburg.
Ab dem 15. April 1939 galt das Gesetz über den Aufbau der Verwaltung im Reichsgau Sudetenland (Sudetengaugesetz). Danach kam der Landkreis Rumburg zum Reichsgau Sudetenland und wurde dem neuen Regierungsbezirk Aussig zugeteilt.
Zum 1. Mai 1939 wurde eine Neugliederung der teilweise zerschnittenen Kreise im Sudetenland verfügt. Danach blieb der Landkreis Rumburg in seinen bisherigen Grenzen erhalten. Er erhielt vom Landkreis Schluckenau die Stadt Georgswalde sowie die Gemeinden Alt Ehrenberg, Herrnwalde, Philippsdorf und Zeidler und gab an den Landkreis Warnsdorf die Gemeinde Schönborn ab.
Bei diesem Zustand blieb es bis zum Ende des Zweiten Weltkriegs.

### Tschechoslowakei / Tschechische Republik
Seit 1945 gehörte das Gebiet bis zu ihrer Auflösung zur Tschechoslowakei. Heute ist es ein Teil der Tschechischen Republik.

## Landräte
- 1939: Karl-Hermann Zülch
- 1940: Ernst Lührmann
- 1940–1945: Erich Kürschner (Landrat)

## Kommunalverfassung
Bereits am Tag vor der förmlichen Eingliederung in das Deutsche Reich, nämlich am 20. November 1938, wurden alle Gemeinden der Deutschen Gemeindeordnung vom 30. Januar 1935 unterstellt, welche die Durchsetzung des Führerprinzips auf Gemeindeebene vorsah. Es galten fortan die im bisherigen Reichsgebiet üblichen Bezeichnungen, nämlich statt:
- Ortsgemeinde: Gemeinde,
- Marktgemeinde: Markt,
- Stadtgemeinde: Stadt,
- Politischer Bezirk: Landkreis.

## Ortsnamen
Es galten die bisherigen Ortsnamen weiter, und zwar in der deutsch-österreichischen Fassung von 1918.

## Städte und Gemeinden
Stand 1. Juli 1941
- Alt Ehrenberg (Staré Křečany)
- Daubitz (Doubice)
- Georggwalde, Stadt (Jiříkov)
- Herrnwalde (Panský)
- Khaa (Kyjov)
- Nieder Ehrenberg (Dolní Křečany)
- Ober Hennersdorf (Horní Jindřichov)
- Philippsdorf (Filipov)
- Rumburg, Stadt (Rumburk)
- Schönbüchel (Krásný Buk)
- Schönlinde, Stadt (Krásná Lípa)
- Wolfsberg (Vlčí Hora)
- Zeidler (Brtníky)